# Île Hațeg
Pour l’article homonyme, voir Hațeg.
L'Île de Hațeg désigne une île de la mer Téthysienne alpine pendant le Crétacé supérieur, probablement entre les étages géologiques allant du Cénomanien au Maastrichtien. Les terrains qui la composaient se retrouvent autour de la ville actuelle d'Hateg, en Roumanie. 
Cette île est connue pour avoir abrité des dinosaures de taille inférieure à la normale dont les fossiles ont été retrouvés dans des couches du Maastrichtien.
Elle doit son apparition, au début de l'orogenèse alpine, à un soulèvement tectonique causé par le déplacement nord-ouest de la plaque Adriatique, élément détaché de la plaque africaine, à la fin du Crétacé. Il n'existe pas d'île comparable à l'heure actuelle, mais l'île chinoise d'Hainan serait ce qui pourrait le plus s'en rapprocher en ce qui concerne la géologie, le climat et la topographie. Mais la végétation et la faune étaient totalement différentes.
Le paléontologue hongrois Franz Nopcsa (1877-1933) donne comme explication que les « ressources limitées » disponibles sur l'île auraient conduit à une diminution de la taille des animaux au fil des générations. La théorie de Nopcsa sur le nanisme insulaire est actuellement totalement acceptée et connue sous le nom de loi de Foster.

## Géographie
Parmi les nombreuses hypothèses émises sur la taille des îles préhistoriques, les plus dignes de confiance accordent à cette île une superficie de 80 000 km2 durant le Maastrichtien, ce qui lui donnerait une taille équivalente à l'île actuelle d'Hispaniola (Saint-Domingue) aux Antilles. Sa position était aux environs de 27° nord de latitude, dans la zone équatoriale.
L'île Hatzeg était probablement située à 200 km, au moins, au large du continent le plus proche, entourée de plusieurs autres îles. Au nord-ouest, celle correspondant au massif de Bohême actuel ; au sud-est, celle correspondant à l'actuel massif montagneux des Balkans–Rhodopes ; plus loin à l'ouest, une autre île correspondant à l'actuelle Ibérie. Les masses continentales les plus proches devaient être la région austro-alpine à l'ouest et la région adriatique au sud.
Si les îles et les masses continentales l'entourant étaient baignées par des mers peu profondes, l'île de Hatzeg devait être entourée par des bassins beaucoup plus profonds.

## Climat et écologie
Au Maastrichtien, le climat de l'île de Hațeg était subtropical, avec une température moyenne de 20-25 degrés Celsius  et une alternance de saisons sèches et de saisons des pluies. La végétation était néanmoins principalement de type tropical. L'étude des isotopes du carbone indique un régime de « forêt claire sèche ». La contradiction apparente entre le régime des saisons et le type de végétation peut être expliquée par le fait que les plantes tropicales, de nos jours, peuvent prospérer dans un climat de mousson pour autant qu'elles puissent disposer de suffisamment d'eau au long de l'année ; or il semble que la géographie d'Hateg ait fait une large place à des lacs et des cours d'eau en tresses. Les couches rocheuses les plus anciennes offrent en majorité des dépôts volcaniques qui sont inexistants dans les couches les plus récentes, ce qui tendrait à montrer une disparition de l'activité volcanique.

## Paléofaune
Neuf espèces de dinosaures et une de ptérosaure semblent avoir constitué la faune indigène de l'île. La plupart de ces animaux présentent une taille inférieure à celle des animaux équivalents découverts ailleurs. Cette caractéristique est attribuée au nanisme insulaire. Mais il faut noter que ce n'est pas le cas pour Hatzegopteryx, l'un des plus grands ptérosaures découverts, cas de gigantisme insulaire.
Parmi ces animaux, on peut citer :
- Theriosuchus sympiestodon, un atoposauridae
- Hatzegopteryx thambema, un azhdarchidae
- Rhabdodon priscus, un rhabdodontidae
- Zalmoxes robustus, un rhabdodontidae
- Telmatosaurus transylvanicus, un hadrosaure
- Struthiosaurus transylvancus, un nodosauridae
- Magyarosaurus dacus, un titanosaure (ou bien un saltasauridae voire un nemegtosauridae)
- Paludititan nalatzensis, un titanosaure
- Elopteryx nopcsai, un elopterygine troodonte
- "Megalosaurus hungaricus", un théropode indéterminé
- Balaur bondoc, un eumaniraptoranae
- Bradycneme draculae, un Alvarezsauridae ou Troodontidae
- Eurazhdarcho langendorfensis, un azhdarchidae
- Une découverte récente d'un fossile d'Azhdarchidae n'a pas encore été décrite.

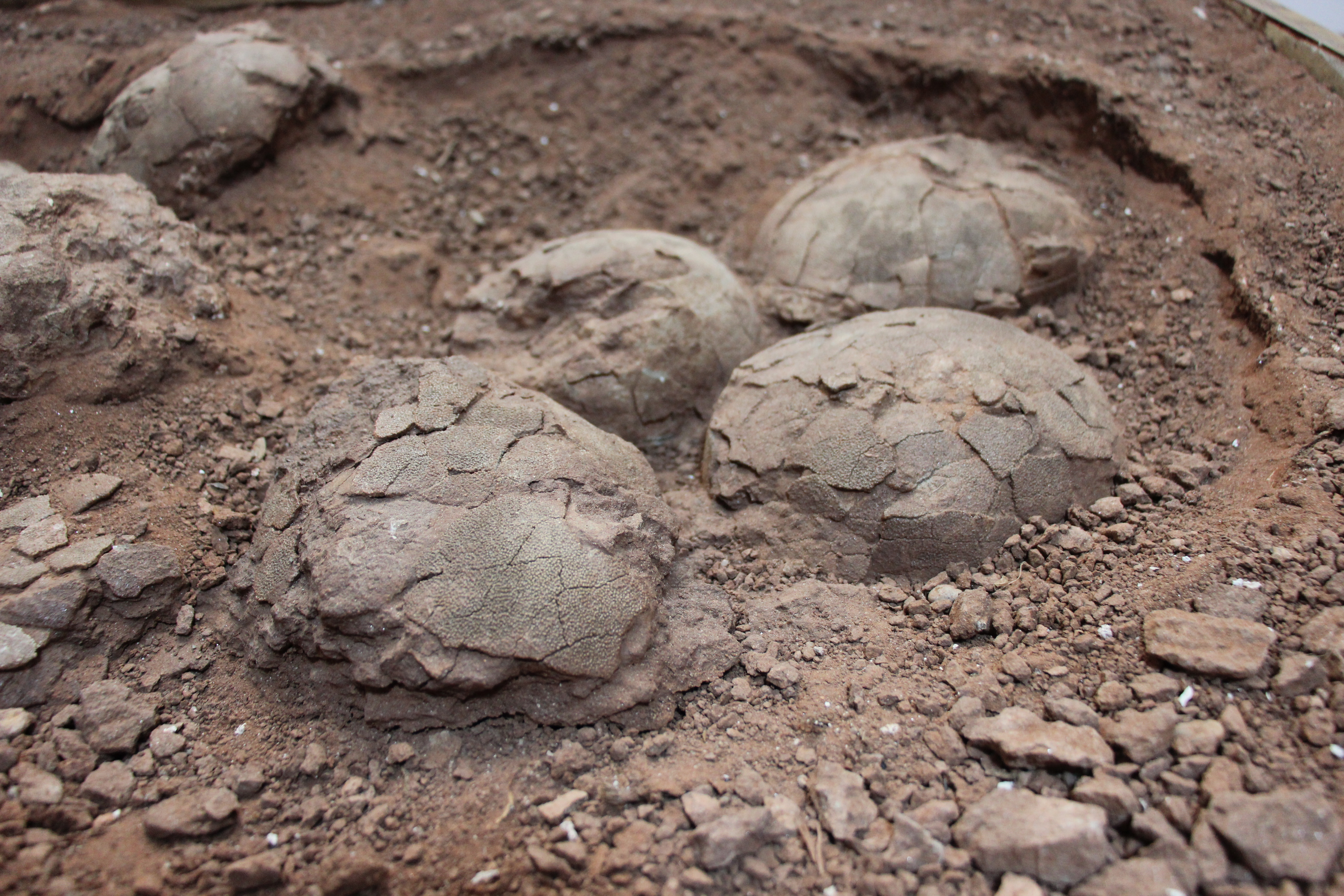
Ponte de l’hadrosaure Telmatosaurus transylvanicus
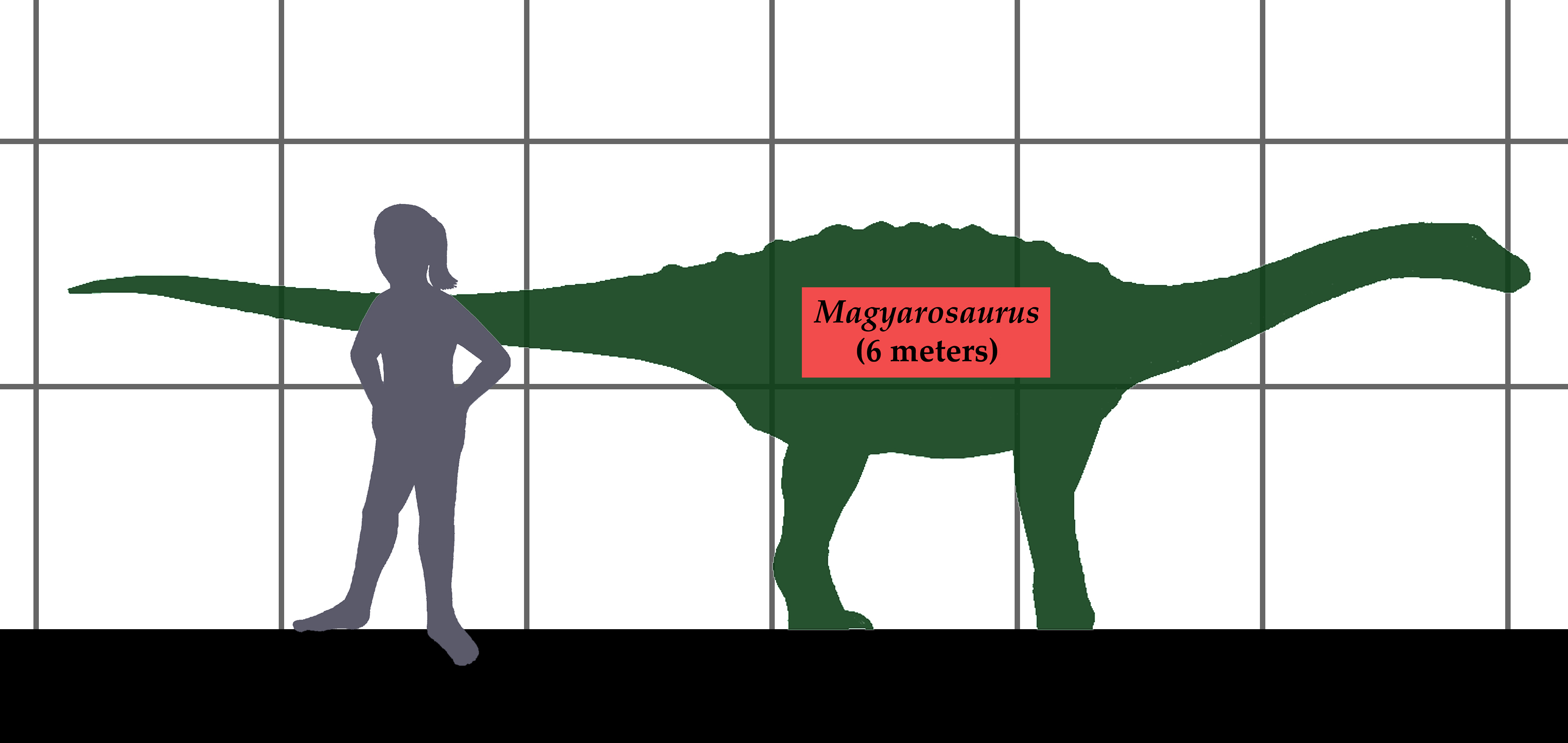
Taille, par rapport à un humain, d'un Magyarosaurus dacus
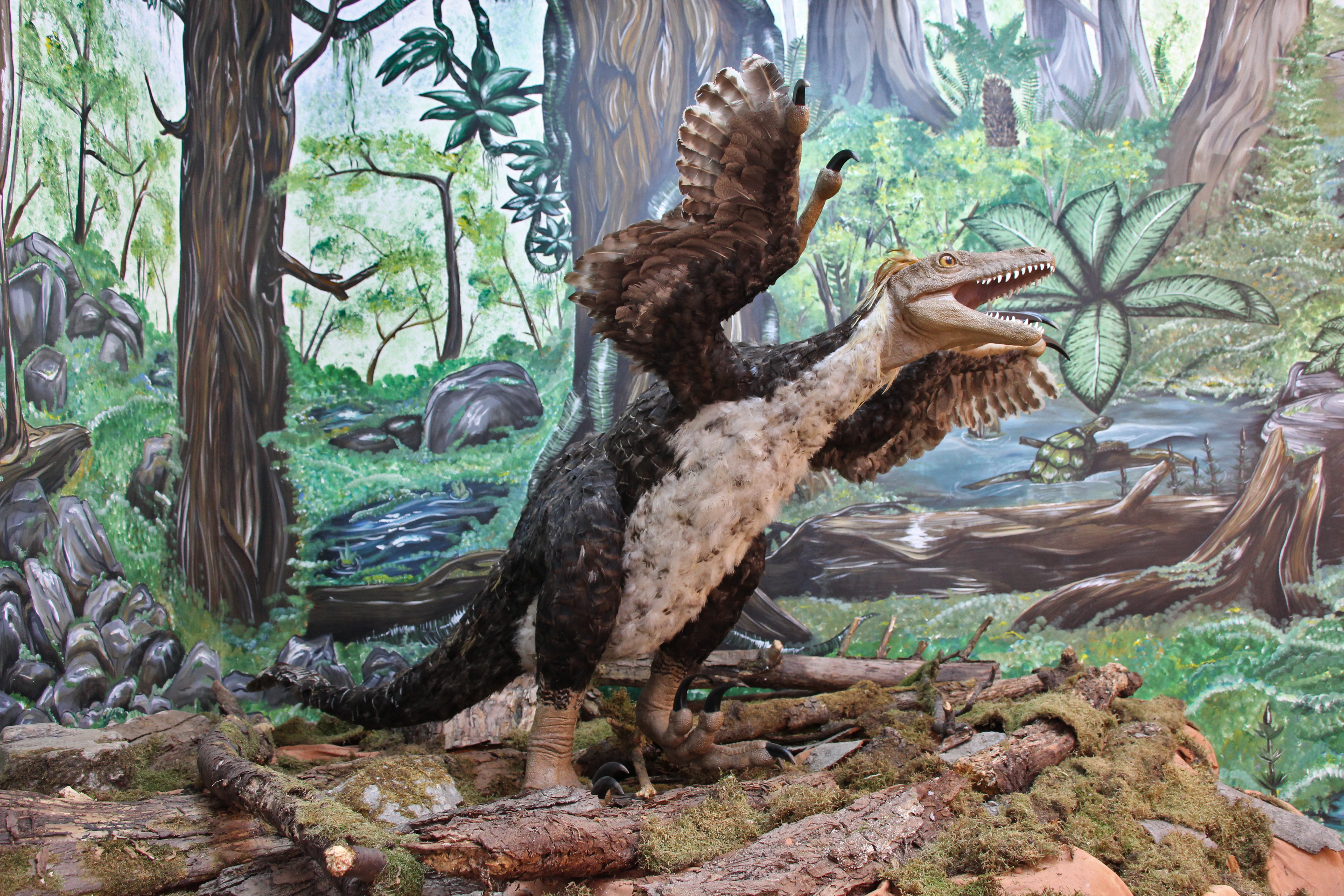
Vue d'artiste du Balaur bondoc (littéralement « dragon trapu » en roumain)
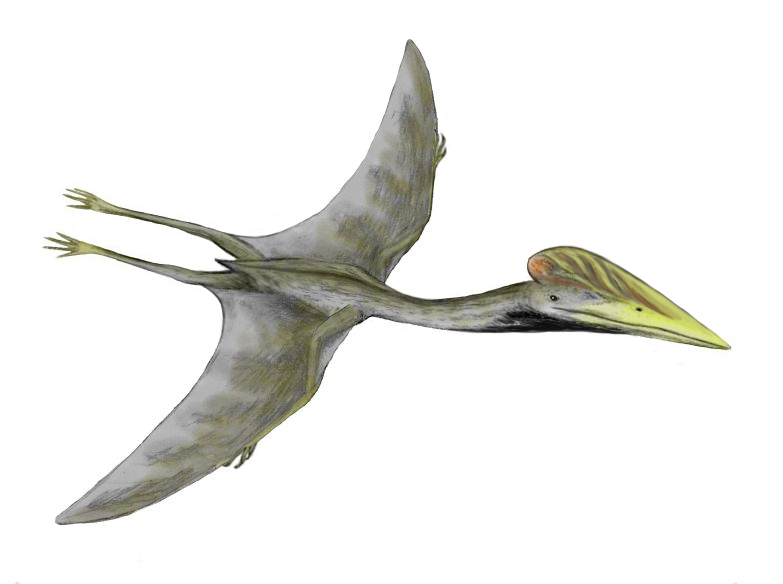
Essai de reconstitution de l'Hatzegopteryx, nommé d'après la ville de Hațeg.
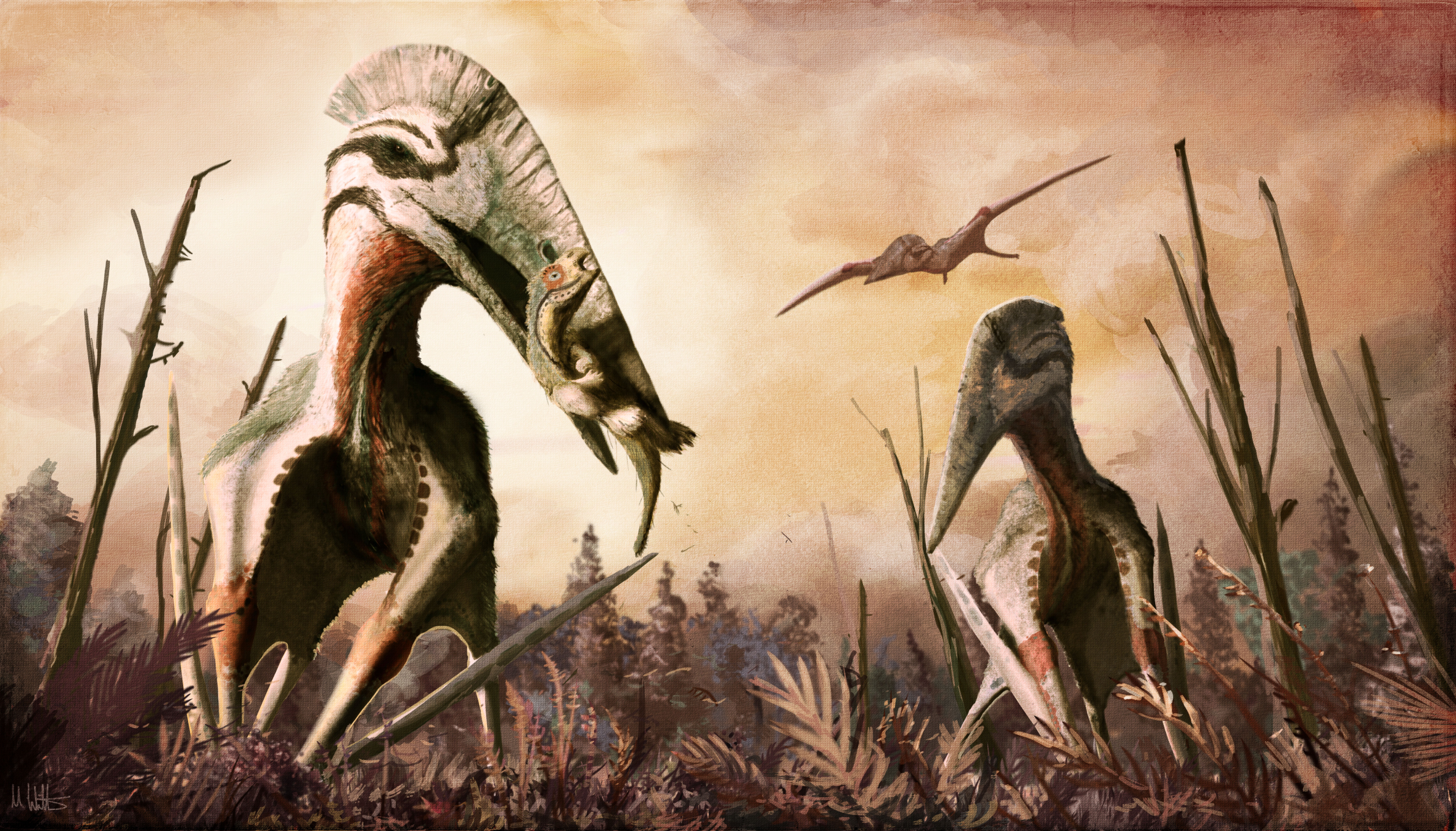
Vue d'artiste du ptérosaure Hatzegopteryx capturant le rhabdodonte nain Zalmoxes